# Ksenija Pajčin
Ksenija Pajčin (3 de dezembro de 1977 - 16 de março de 2010) foi uma cantora e dançarina sérvia. Às vezes referida como Xenia ou Ksenia, era conhecida por sua imagem, por vezes, sexualmente atraente no palco. Durante a sua carreira musical lançou cinco álbuns. Foi assassinada em 2010.